# Anaís Hernández
Anaís Valentina Hernández Alegría (* 5. März 2001) ist eine chilenische Leichtathletin, die sich auf den Sprint spezialisiert hat.

## Sportliche Laufbahn
Erste internationale Erfahrungen sammelte Anaís Hernández im Jahr 2018, als sie bei den U18-Südamerikameisterschaften in Cuenca in 12,50 s den fünften Platz im 100-Meter-Lauf belegte. Anschließend nahm sie an den Olympischen Jugendspielen in Buenos Aires teil und gelangte dort auf den 16. Platz. Im Jahr darauf belegte sie bei den U20-Südamerikameisterschaften in Cali in 12,14 s den sechsten Platz über 100 Meter und gelangte mit 25,03 s auf Rang sieben im 200-Meter-Lauf. Zudem belegte sie mit der chilenischen 4-mal-100-Meter-Staffel in 46,88 s den vierten Platz und gewann in der 4-mal-400-Meter-Staffel in 3:53,58 min die Bronzemedaille. Anschließend schied sie mit der 4-mal-100-Meter-Staffel mit 46,15 s im Vorlauf bei der Sommer-Universiade in Neapel aus. 2021 verpasste sie bei den U23-Südamerikameisterschaften in Guayaquil mit 11,98 s den Finaleinzug über 100 Meter und belegte in 24,76 s den sechsten Platz über 200 Meter. Zudem gewann sie in der 4-mal-100-Meter-Staffel in 46,06 s die Bronzemedaille hinter den Teams aus Brasilien und Ecuador und sicherte sich in der 4-mal-400-Meter-Staffel in 3:41,48 min die Silbermedaille hinter Brasilien. Anschließend schied sie bei den erstmals ausgetragenen Panamerikanischen Juniorenspielen in Cali mit 11,88 s im Vorlauf über 100 Meter aus und belegte mit der 4-mal-100-Meter-Staffel in 45,10 s den fünften Platz und gewann mit der 4-mal-400-Meter-Staffel in 3:38,24 min die Silbermedaille hinter dem brasilianischen Team. Im Jahr darauf belegte sie bei den U23-Südamerikameisterschaften in Cascavel in 11,93 s den sechsten Platz über 100 Meter, belegte mit der 4-mal-100-Meter-Staffel in 45,85 s den vierten Platz und gewann mit der 4-mal-400-Meter-Staffel in 3:47,64 min die Bronzemedaille hinter den Teams aus Brasilien und Ecuador.
2023 belegte sie bei den Südamerikameisterschaften in São Paulo in 11,46 s den fünften Platz über 100 Meter und gewann mit der 4-mal-100-Meter-Staffel in 44,40 s gemeinsam mit Viviana Olivares, Isidora Jiménez und Javiera Cañas die Bronzemedaille hinter den Teams aus Brasilien und Kolumbien und mit der 4-mal-400-Meter-Staffel sicherte sie sich in 3:35,39 min gemeinsam mit Poulette Cardoch, Berdine Castillo und Martina Weil die Bronzemedaille hinter Kolumbien und Brasilien. Ende Oktober schied sie bei den Panamerikanischen Spielen in Santiago de Chile mit 12,16 s im Vorlauf über 100 Meter aus und gewann mit der 4-mal-100-Meter-Staffel in 44,19 s gemeinsam mit Martina Weil, Isidora Jiménez und María Montt die Silbermedaille hinter dem kubanischen Team. Im Jahr darauf gewann sie bei den Hallensüdamerikameisterschaften in Cochabamba in 7,41 s die Bronzemedaille im 60-Meter-Lauf hinter der Brasilianerin Vitória Cristina Rosa und Laura Martínez aus Kolumbien. Im März schied sie bei den Hallenweltmeisterschaften in Glasgow mit 7,48 s in der ersten Runde aus. Im Mai wurde sie bei den World Athletics Relays in Nassau in 44,40 s Sechste im B-Lauf in der 2. Qualifikationsrunde über 4-mal 100 Meter für die Olympischen Spiele. Kurz darauf schied sie bei den Ibero-Amerikanischen Meisterschaften in Cuiabá mit 11,56 s im Vorlauf über 100 Meter aus und gewann im Staffelbewerb in 44,56 s die Bronzemedaille hinter den Teams aus Brasilien und Kolumbien. 2025 gewann sie bei den Hallensüdamerikameisterschaften in Cochabamba in 7,31 s erneut die Bronzemedaille über 60 Meter, diesmal hinter der Brasilianerin Ana Azevedo und Marlet Ospino aus Kolumbien. Im April belegte sie bei den Südamerikameisterschaften in Mar del Plata in 11,42 s den fünften Platz über 100 Meter und gelangte über 200 Meter mit 23,44 s auf Rang sechs. Zudem kam sie mit der 4-mal-100-Meter-Staffel nicht ins Ziel. Anschließend schied sie bei den World University Games in Bochum mit 11,99 s im Halbfinale über 100 Meter aus.
In den Jahren 2024 und 2025 wurde Hernández chilenische Meisterin im 200-Meter-Lauf sowie 2025 auch in der 4-mal-100-Meter-Staffel.

## Persönliche Bestzeiten
- 100 Meter: 11,42 s (+1,2 m/s), 25. April 2025 in Mar del Plata
  - 60 Meter (Halle): 7,31 s, 22. Februar 2025 in Cochabamba
- 200 Meter: 23,46 s (0,0 m/s), 30. März 2025 in Santiago de Chile